# Hauterive (Friburgo)
Hauterive (toponimo francese) è un comune svizzero di 2 513 abitanti del Canton Friburgo, nel distretto della Sarine.

## Storia
Il comune di Hauterive è stato istituito il 1º gennaio 2001 con la fusione dei comuni soppressi di Ecuvillens e Posieux.

## Geografia antropica
Le frazioni di Hauterive sono:
- Ecuvillens[2]
- Le Faubourg[senza fonte]
- Le Moulin[senza fonte]
- Posieux[3]
  - Grangeneuve[4]